# Municipio de Põltsamaa
El municipio de Põltsamaa (estonio: Põltsamaa vald) es un municipio estonio perteneciente al condado de Jõgeva.

## Localidades (población año 2011)
- Adavere 567
- Aidu 78
- Alastvere 42
- Altnurga 68
- Annikvere 79
- Arisvere 38
- Esku 316
- Jüriküla 64
- Kaavere 57
- Kablaküla 37
- Kalana 97
- Kaliküla 55
- Kalme 87
- Kamari 164
- Kauru 16
- Kirikuvalla 30
- Kõpu 36
- Kõrkküla 14
- Kose 23
- Kuningamäe 60
- Kursi 46
- Laasme 65
- Lahavere 63
- Lebavere 51
- Loopre 29
- Luige 21
- Lustivere 444
- Mällikvere 129
- Mõhküla 88
- Mõisaküla 22
- Mõrtsi 13
- Neanurme 105
- Nõmavere 104
- Nurga 18
- Pajusi 71
- Pauastvere 137
- Pikknurme 150
- Pilu 36
- Pisisaare 277
- Põltsamaa 4,188
- Pudivere 48
- Puduküla 53
- Puiatu 71
- Puurmani 514
- Räsna 5
- Rõstla 54
- Sopimetsa 11
- Sulustvere 63
- Tammiku 61
- Tapiku 18
- Tõivere 18
- Tõrenurme 40
- Tõrve 60
- Umbusi 71
- Uuevälja 27
- Vägari 198
- Väike-Kamari 245
- Väljataguse 24
- Vitsjärve 36
- Võhmanõmme 151
- Võisiku 476
- Vorsti 22[1]